# Хачатурян, Завен
Завен Хачатурян (англ. Zaven Khatchaturian) — американский учёный в области нейробиологии, доктор философии, адъюнкт-профессор психиатрии и неврологии Отделения гериатрической психиатрии в Медицинской школе Джонса Хопкинса. Пионер в исследований болезни Альцгеймера, которого также называют «отцом» современных исследований болезни Альцгеймера.
Старший научный консультант Ассоциации Альцгеймера и главный редактор журнала Alzheimer's & Dementia: Journal of the Alzheimer's Association. Он признан архитектором исследовательской программы Национального института здравоохранения по нейробиологии болезни Альцгеймера. В его честь названа премия Zaven Khachaturian Award.

## Биография
Научный интерес Хачатуряна к мозговому механизму памяти и его академическая карьера в области исследований мозга начались в конце 1950-х годов в Йельском университете. В течение последующих десятилетий он занимал высокие должности в академических кругах, частном секторе и правительстве.
Во время своей работы в Национальных институтах здравоохранения (1977-1995), занимая двойную должность директора Управления болезни Альцгеймера, NIH, и директора Программы нейронауки старения, NIA/NIH, Хачатурян отвечал за стратегическое планирование и решения относительно государственной политики по финансированию и администрированию крупных национальных программ исследований болезни Альцгеймера и старения мозга. Он также отвечал за запуск крупных национальных исследовательских программ и сыграл важную роль в том, чтобы болезнь Альцгеймера стала главным приоритетом правительства и в последующем разблокировании федерального финансирования исследований.
На протяжении всей своей карьеры Хачатурян был наставником для большого числа исследователей. Он имел непосредственное отношение к началу научно-академической карьеры многих выдающихся и успешных исследователей в области деменции-синдрома Альцгеймера в США и других странах.
Является почётным главным редактором-основателем журнала Alzheimer's & Dementia, который в настоящее время является самым рейтинговым журналом по деменции.
Хачатурян был одним из первых учёных, предложивших связь между измененным гомеостазом кальция и болезнью Альцгеймера.